# Las Manchas
Las Manchas est un village situé dans les municipalités d'El Paso et de Los Llanos de Aridane dans le sud-ouest de l'île de La Palma, aux îles Canaries, en Espagne.
C'est une zone marquée par le territoire volcanique dans lequel elle se trouve. En particulier, l'éruption volcanique de La Palma de 2021 a débuté le 19 septembre 2021 près du village de Las Manchas.